# Jamyang Phuntsok
Jamyang Phuntsok (tibétain : འཇམ་དབྱངས་ཕུན་ཚོགས, Wylie : 'jam dbyangs phun tshogs) né en 1984 à Chauntra (en) dans l'Himachal Pradesh en Inde, est un physicien et auteur de bande dessinée tibétain.

## Biographie
Jamyang Phuntsok effectue ses études secondaires à l'école centrale pour les Tibétains de Mussoorie, puis ses études de premier cycle et de second cycle en sciences au Hindu College (en) et à l'université Jawaharlal-Nehru de Delhi, en Inde. Au cours des cinq dernières années, il a étudié les rayons cosmiques à ultra-haute énergie dans le cadre de ses études en astrophysique des particules à la Pennsylvania State University aux États-Unis.
C'est aussi un auteur de bande dessinée dont le premier ouvrage a été composé en 2011.
De novembre 2017 à septembre 2018, il a publié un dessin humoristique hebdomadaire dans le magazine Tibetan Review. Les thèmes récurrents de son travail sont la politique du Tibet et la religion bouddhiste,.
Depuis novembre 2018, il est l'annonceur du podcast Khyeltam en tibétain, aux côtés du Tibétain Ugyan Choedup,.